# Гаркуша, Иван Максимович
Иван Максимович Гаркуша (24.10.1929 — 31.03.2012) — плавильщик Новосибирского оловянного комбината, Герой Социалистического Труда (30.03.1971).

## Биография
Родился в селе Бергуль Куйбышевского района Новосибирской области в крестьянской семье.
В 1947 году окончил в Новосибирске школу фабрично-заводского обучения по специальности металлург.
Работал на Новосибирском оловянном комбинате плавильщиком сначала в плавильном цехе, с 1976 года — в рафинировочном цехе, был бригадиром плавильщиков. В 1986—1994 годах диспетчер производственно-технического отдела.
Участвовал в освоении внедрении в производство и усовершенствовании новых видов техники, в том числе аппаратов центробежного и вакуумного рафинирования олова от железа, мышьяка, висмута, сурьмы и индия. Автор изобретений и многих рационализаторских предложений.
В 1995 году после выхода на пенсию переехал в Санкт-Петербург.
Умер 31 марта 2012 года. Похоронен на кладбище Памяти жертв 9-го января.

## Звания и награды
- Награждён орденом «Знак Почёта» (1966), медалями.
- Заслуженный металлург Российской Федерации.
- Указом Президиума Верховного Совета СССР от 30 марта 1971 года за выдающиеся успехи в развитии цветной металлургии присвоено звание Героя Социалистического Труда.